# Harry Julian
Harry Julian (Boston, 19 oktober 1896 - Enfield, 1 december 1990) was een Engels voetbalcoach.

## Trainersloopbaan
Harry was de zoon van Bill Julian sr. en jongere broer van Bill Julian jr. Zijn vader was voor de Eerste Wereldoorlog de eerste trainer van HFC. Zijn broer was voor de Eerste Wereldoorlog reeds de eerste trainer van HBS en UVV.
Harry's broer keerde na de oorlog weer terug als trainer van HBS. In het seizoen 1921/22 werkte deze bij Feijenoord waarvan hij de eerste coach was. In dit seizoen werd Harry aangesteld als trainer van MVV. Tot na de Tweede Wereldoorlog was het niet ongebruikelijk dat een trainer meerdere verenigingen tegelijk trainde. Het kwam zelden voor dat een trainer voltijd in dienst was bij een en dezelfde vereniging. Voor de meeste verenigingen was dat te kostbaar. Een trainer had doorgaans een contract voor een of meer avonden per week. De overige avonden was hij dan beschikbaar voor andere verenigingen. Ook Julian trainde over het algemeen meerdere verenigingen per seizoen. Ook was het niet ongebruikelijk dat een trainer voor een beperkte periode werd aangesteld, bijvoorbeeld voor promotie- degradatie- of kampioenswedstrijden of louter ter voorbereiding op het seizoen. Vanaf 1 maart 1923 werd Julian ook trainer van RFC Roermond. In september 1925 kwam daar ook nog Heerlen Sport bij. Ook VVV is door Julian getraind.
Het grootste succes behaalde Julian met MVV door in 1925/26 kampioen van het zuiden te worden. Ook de promotie naar de eerste klasse met RFC Roermond in 1924/25 werd uitbundig gevierd. 
Uiteindelijk keerde Julian medio 1927 weer terug naar Engeland, alwaar hij volgens het Limburgsch Dagblad van 2 juni 1927 Nesta, een Londense Leagueclub, zou gaan trainen.